# ブギーポップシリーズ
『ブギーポップシリーズ』は、上遠野浩平による日本のライトノベルシリーズ。第1作『ブギーポップは笑わない』は第4回電撃ゲーム小説大賞受賞作品で、著者のデビュー作でもある。イラストは緒方剛志が担当。電撃文庫（KADOKAWA）より1998年2月から刊行されている。2018年12月時点でシリーズ累計発行部数は480万部を突破している。
“世界の敵”と戦うために一人の少女の中から浮かび上がってくるブギーポップと名乗る人格と、様々な夢や、希望や、あきらめや、悩みや、いろいろな思いを持っている少年少女達の物語。「ブギーポップ（不気味な泡）」とは、周囲に異変を察知した時に自動的に人格が浮かび上がってくることを由来とする、同名のキャラクターの自称を指す。作者自身は一作目で『笑わない』は完結しており、その後のシリーズ作品は『笑わない』の姉妹作に当たると説明している。

## あらすじ
輝陽高校で、女子生徒を中心とした謎の連続失踪事件が発生し、学校は不安と噂に包まれる。都市伝説として囁かれる「ブギーポップ」の存在が、生徒たちの間で恐怖と共に語られる中、物語は複数の高校生の視点を通じて進行する。平凡な女子高校生・宮下藤花の内に潜む別人格「ブギーポップ」は、黒いマントと奇妙な帽子をまとい、冷徹な眼差しで事件の真相を追う。

## 用語
下記のいくつかは他の上遠野作品にも多く登場しており、そういった用語は説明を補足して表記する。
深陽学園
竹田、藤花ら何人かの登場人物が通う高校。いくつかの事件の舞台にもなっている。なお、テレビアニメ版での呼び名は「しんようがくえん」だが、正式な呼び名は著者が決めていないため不明。
世界の敵
この世界の持つ可能性を閉ざしてしまう危険を秘めた存在だと言われており、MPLS（後述）能力者がそれとなっていることが多い。敵となる条件は、その対象の「意思」と「能力」の方向性で決定されている。敵となっているものはMPLS能力を有するための価値観ゆえに、意思の方向性が変容、決定している場合がほとんど。「死」や「諦め」など、何らかの事象、概念を体現する存在であり、それで世界を満たそうとする意思を持つ者、さらにその意思がなくとも存在するだけで影響を及ぼす者（植物や微生物、はては力場エネルギーや、能力者本人が死亡したため残ったMPLS能力のみの存在、いわば幽霊に近いものなども含む）が敵として該当する。他にも、MPLS能力者本人が自覚しないまま、能力の強大さのみが肥大化した事例もある。
統和機構（後述）でもMPLSの排除活動は行われているが、中枢であるオキシジェンは真に危険な敵は何者かが常に排除しており、自分達はそのセンサーにも掛かっていない小物を処理しているに過ぎないと気づきつつある。
反統和機構組織のように（裏の世界で）表立って、世界への反意や悪意を示す訳ではなく、それまでの自身の日常生活を送り続けながら、水面下で自身の欲望や悪意を満たしている者が多い。そのため、平穏に見えて変化が無いように思える日常においても、常に多くの大小様々な世界の敵が潜んでいる。危険度の大小はあっても、世界の敵そのものは希少性のある特別な存在ではない。前述のように能力が発現しても本人の自覚がないまま、一気に世界を滅亡に追い込む事態になりながらも、半日と立たずにブギーポップに能力だけを殺された「敵」なども存在している。
MPLS
「人類の進化した姿」といわれている、何らかの特殊能力をもつ人間、およびのその能力そのものを指す。統和機構が管理、監視しようとする最優先対象である。物理的影響を及ぼすものから、他者心理への影響を直接的に起こすものなど様々。
合成人間のベースとなる能力もMPLSの研究成果の一端であるが、比較してMPLSの方が強力な存在が多く、特に心理的に影響を及ぼす能力は他者には認識されにくい効果を持っているため、一見すると大した能力とは思えなくても、世界にとっては合成人間とは比較にならない危険性を孕む。その中からさらに、世界の敵になった者は統和機構の存在にも気づいている場合が多く、合成人間すら利用、駆逐してその活動を拡大していく。ブギーポップシリーズの姉妹作『ヴァルプルギスの後悔』では「人の思考の隅で眠っている、世界に影響を与える、非現実的な作用をする力」と説明された。
なお、合成人間からもMPLSへと目覚める者は存在しており（その場合は合成人間の能力とMPLSの能力の両方が扱える）、加えて「MPLS＝世界の敵」というわけではない。
自動的存在
世界規模での要因によって、人の内から自動的に浮かび上がる存在。常人の内から全く異なる人格を持って現れるため、他者からは二重人格者のように写り、ベースになった人間の体を借りているようにも見える。発現するための理由や目的はそれぞれ異なっており、特定の場所での何らかの事象が起こりえると感知された場合に、自動的存在は機構的に現れ事態を処理する。
本シリーズにおいて登場し、判明している自動的存在はブギーポップ、歪曲王、プーム・プームの3名（『ロンドン・コーリング』では19世紀に現れた「切り裂きジャック」も世界の敵を排除する自動的存在とされ、その自動性はジャックの子孫にも継承されていた）。また、水乃星透子は自己の意識を残しながら、その行動力と意思の力が自動的な存在と変わりないほどに強大な存在であったため、「半自動的な存在」と成りえていた。他に一時的にフォルテッシモの力を譲渡されたホルニッセもほぼ自動的な存在となっている。ブギーポップとプーム・プームは「世界の敵の敵」として機能しており、プーム・プームの言によれば彼らは「世界の敵に対してのカウンター・抑止力」となる者と明かされている。ただし、ブギーポップ自身の敵であった水乃星透子が死亡した後も、彼が浮き上がる理由は不明となっている。
合成人間はおろかMPLSとも比較にならない規模の能力を持ちながら、統和機構も捕捉すら出来ていない感知外の存在である。
突破
水乃星透子の目指すもの。詳細は明らかにされていないが、彼女は集めた"死"によってそれを果たそうとしていたことが判明している。また、エンブリオが「素質のある者」からその才能を引き出し、それを果たす現象、行為を示す。
統和機構
この世界を裏で操っていると言われる存在。中枢（アクシズ）と呼ばれる存在によって統制されているが、その実体は組織と言うより「システム」と言った方が正確と言える。
虚空牙であるエコーズの捕獲に成功することで合成人間の製造技術を実質独占し、世界中のあらゆる場所、政治経済エリートから地域社会の隅々に至るまでに端末と呼ばれる構成員をおく。戦闘用合成人間などの戦力や開発技術はほぼ独占、強力なMPLSなども多く保有しており、様々な反統和機構組織は有する戦力から規模に至るまでその比較対象とは成り得ていない。構成員は中枢の名で発せられる命令に従って動き、MPLSの探索および危険と判断された場合の排除を主な活動内容とする。
その活動目的は、MPLSを進化した人間であると仮定し、現在の人間種を守るために成り立っている。そのため、作中でその存在意義を表す際には「未来に抵抗する現在」とされていた。彼らが“敵”と定める判定基準はMPLSが主であるが、その中には世界の敵として覚醒しているものが含まれていることがある。この点でブギーポップの目標と交差していることが幾度かあった様子。
設立の起源は魔女の一人アルケスティスが、自身の「敵」に対するために組み上げたシステムである。しかし長い年月に渡って繰り広げられているその戦いの最中、MPLS殲滅という自らの役割を果たしながらもシステム内部に属する者達（特に中枢）は、魔女たちに対する策を同時に張り巡らせて行くこととなった。
中枢（アクシズ）
統和機構のエージェントたちが受けた命令の発信者を漠然と指すときに用いられる言葉であるが、統和機構全体の最高指揮権を有する存在そのものを指す言葉でもある。実体は統和機構のエージェントたちにすら不明で、絶対的な存在である個人、複数の権力者による会議、スーパーコンピューターなど様々な説がある。現在はある一人の人物が中枢と同義の存在を果たしている。また、後継者と目される人物も複数登場しており、一定の期間ごとに代替わりする（現中枢がかつてその座を争ったのは数百年前）。
合成人間
人工的に造られた特殊能力をもつ生体兵器。基本的にはエージェントとしての任務を遂行するために、一般社会に極普通に溶け込んで生活している。その製造技術は統和機構のみが所持しているが、稀にキトやコールド・メディシン（蒼衣秋良）のように流出した技術で他の組織によって造られた者もある。組織内に類似した能力を扱う者のいない個体は能力名とコードネーム（本名）が同じである。
身体能力や戦闘能力は常人に比べて高く、科学物質や技術を用いたことで発動する特殊な能力を持つ。本編中で確認されている能力は「戦闘型」「殲滅型」「索敵型」「洗脳型」「万能型」など。この内洗脳型のスプーキーは「C」、戦闘型のユージンは「B」に該当するタイプであったと語られている。また、製造コストが高い「スーパービルド」と呼称される特別製の合成人間も存在しており、その能力の影響効果は通常の合成人間と比較して高い。
本シリーズの姉妹作である『ビートのディシプリン』では、合成人間誕生の秘密が明かされている。合成人間は完全にゼロから造る方式と、普通の人間に投薬して強制的に進化させたものの2種が存在しており、前者にスプーキー、後者にピート・ビートや矢嶋万騎などが該当する。
I.C.E [アイス] (In・Complete Error)
統和機構が定義する、未完成、失敗作（本来の製作意図とは異なる能力が発生した）の合成人間を指す。統和機構の面々からは隠語で「ワンオフ」と呼ばれる。
正義の味方
黒田慎平が霧間凪に問われて回答した、自身がなりたいと思う理想の存在。ここでいう正義の味方は何者にも縛られることなく、ただ純粋に救い良いことをする、またそれを出来る者を指す。この考え方は凪のメサイアコンプレックスの源ともなっており、彼女の行動原理に強い影響を与えている。上遠野作品には少数ながらも重要な意義をともなって登場する用語であり、こういった存在に該当する人物は、例外なく際立った意思の強さを持つ者達である。
MCE（ムーンコミュニケーションズ・エンタープライゼス）
実業家の寺月恭一郎が設立した巨大企業。その実体は統和機構が経済を操作するための存在であった。
上遠野の書く他作品にも度々登場している。
PW（ペパーミント・ウィザード）
MCEのアイスクリーム部門。一風変わったアイスを売り、大変な人気を呼ぶ。
本編ではPWとしか呼ばれていないが、姉妹作のソウルドロップシリーズにて正式名称が明かされた。
ダイヤモンズ
反統和機構組織の中でも有力な組織の一つ。世界各地に拠点を有し、統和機構と暗闘を繰り広げている。
集団昏睡事件
とある街で高校生たちが昏睡状態に陥り、病院に運ばれたものの回復しないで眠り続ける状態となった事件。各方面の関心を呼んで調査が始まる。
ロックボトム
詳細が全く不明な世界の敵のひとつ。その正体は地面に根を張ることで地中の気の流れ、「地脈」を操り地震を発生させることのできる謎の植物である。塩分に非常に弱いという特性がある。
ペイズリーパーク
町の外れにある開発途中で頓挫した遊園地。取り壊されることもなく、その廃墟が残されている。
ジンクス・ショップ
楢崎不二子がオキシジェンと協力して起業した小さな店。大型量販店の裏に隣接して建っており、普通に歩いている限り気づき難い立地にある。その名の通り"ジンクス"を売り、高校生層を中心に口コミで評判になる。ここでいうジンクスとはある種のちょっとした未来予測とそれへの対処法を意味する。ジンクスはカードに文字を書いた状態で渡される。
牙の痕
郊外の丘にある謎の地形の事を指し、同様の地形が世界各地に4か所確認されている。その地形の正体は、ナイトウォッチ三部作に登場する人類の天敵「虚空牙」が、人類の調査のために送り込んだ使者が降り立った跡。4か所のうち1つでは天から降りてきた存在の回収に成功したが、マンティコア・ショックの際にそれも失われてしまったという。『ロスト・メビウス』において、その正体と行動目的の一部が明らかにされ、さらに他の牙の行動についてはソウルドロップシリーズにて知ることができる。
なお、牙の周囲の領域は異次元のような状態で隔絶されており、普段は侵入不可となっている。この内部ではオキシジェンの見る「運命の糸」すら断絶される。
提案者
飛鳥井仁がMPLS同士の互助を目的として設立した組織。高代亨・霧間凪・軌川十助らが所属し、九連内朱巳グループとも連携していることからかなりの戦力と情報力を有すると考えられる。統和機構の注意は引かない方針を取っているらしいが、実際は複数の統和機構がらみの事件で被害にあった人々を救援する活動を行っている。少数精鋭であるが、事件そのものが世界中で起こるため、慢性的な人手不足に悩まされている。
クレイムクラブ
統和機構の活動の足跡を追い、そこから情報やテクノロジーの奪取などで利益を引き出すことを目的に設立された団体。
奇蹟遣い
MLPSを遥かに超える超常の力を行使する者。「日常に非日常の影響を及ぼす」MPLSと比較して、「文明を一つ生み出し成立させる」程に巨大な力で、力の方向性は「"◯◯"の奇蹟遣い」といった形で概念的に示される。
上遠野浩平の作品『冥王と獣のダンス』『ヴァルプルギスの後悔』『螺旋のエンペロイダー』にも登場している能力であり、統和機構にも一人だけその力を持った者が存在する。またフォルテッシモの＜ザ・スライダー＞も"矛盾"の奇蹟遣いに該当すると明かされている。

## 反響・影響
眉村卓などのジュブナイルSF小説に菊地秀行や荒木飛呂彦などの作品要素を加え、現代的にアップデートした本作のヒットは、『ブラックロッド』（古橋秀之著）によって源流が作られた、先行レーベル以上にゲーム的なSFファンタジー小説という電撃文庫の個性を強めると同時に、ライトノベルレーベルとしての電撃文庫の立ち位置を明確にした。
また、ライトノベル業界全体にも大きな影響を与え、「ブギーポップ以降・ブギーポップ以前」という言葉を生み出した。
そのため、ライトノベル作家を中心に、1990年代から2000年代にデビューした多くの後進作家に影響を与えている。西尾維新は本作ひいては上遠野浩平の作品が、執筆業を志した決定打であったと度々インタビューで答えている。上遠野との対談の際には、自身のデビュー作である『戯言シリーズ』が本シリーズのオマージュ、『人間シリーズ』が『ビートのディシプリンシリーズ』のオマージュであることを明かしていた。時雨沢恵一は本作を読み、「電撃ゲーム小説大賞」への投稿を決めたと語っているほか、奈須きのこは武内崇とその実兄にある日突然「これがお前のやりたいことだ！」と、本作を見せられて宣言されたと述べている。また、佐藤友哉も強い影響を受けたことが明かされている。

## 評価
評論家の大森望は、それまでのストーリーやキャラクターをわかりやすく面白く伝えるための文体が主流だったライトノベルにて、時系列をばらした叙述スタイルの特徴を持った本作が、昔ならそんなわかりにくい書き方はやめて最初から順番に書くべきだと言われそうなところだったが、電撃文庫ではそのスタイルがかっこよさとして売りになったのだと評価している。
作家の新城カズマは、本作をライトノベルの最初に押さえたい名作のひとつとしてあげ、「スレイヤーズ!」「無責任艦長タイラー」の両シリーズの人気が作品の陽性によるものだとすれば、こちらはライトノベルにおける「陰性」「抒情性」の可能性を引き出して成功したシリーズであると紹介している。また、イラストについてもＣＧ系のイラストレーターとして緒方剛志が大きな影響を与えたと述べている。
評論家の榎本秋によると、80年代末のファンタジーブームの影響下にあったライトノベルに、うって変わって「現代もの」がメインになるきっかけとなった特筆すべき存在で、超常的な能力によるアクションを題材にとった「現代ファンタジー」や「学園異能」などと呼ばれるジャンルとして目新しく映るものだった。現代社会問題とともにキャラクター設定やストーリーを絡めて読者の感情移入をより強く誘えることもでき、それまでの（狭義の）ファンタジー色が強めだったライトノベルの中のジャンル勢力図が本作のヒット後、現代ものに傾いたと紹介されている。
児童文学研究者の井上乃武によるライトノベルと児童文学の違いに対する考察で、新城カズマの「ゼロ・ジャンル」や東浩紀の「ゲーム的リアリズムの誕生」のような「文学性」によって（ライトノベルが）一般文芸や児童文学との共通の基盤を持ちつつあるという仮説が、東の「いまネットでは、上遠野浩平のデビューに切断を見出し、ライトノベルの中心をセカイ系や一般文芸との境界的な作品に定め、『スレイヤーズ！』や『ロードス島戦記』から切り離して考える言説が現れ始めている。」という見方や、評論「小径から見る青空」の見解により裏付けられるものだといっていいように思われると、しかし置き去りにされている事象もあるという批判の余地の意見とともに取り上げている。
言語学者の泉子・K・メイナードは『ブギーポップは笑わない』について、複数の登場人物の語りで物語構成が展開されることは本作特有のものではないが、本作では物語の中に5人の重要人物が登場し、時にはあらすじ全体が把握しにくくなるほど交錯していると述べた上で、過去のライトノベルとは異なった作風を生み出した作品として重要な地位を占めていると考察している
ライターの前島賢は、2018年1月26日に朝日新聞に寄せた記事の中で、『ブギーポップは笑わない』について、「…本書が描いた等身大の『脇役』たちの悩みや、あるいはそれを通じて語られる小さな希望には、時代を超えた普遍性が宿っていると思いたい。」と評価している。

## 既刊一覧

### 小説
| 巻 | タイトル                                                | 初版発行日     | 発売日         | ISBN              | 備考                                                                   |
| -- | ------------------------------------------------------- | -------------- | -------------- | ----------------- | ---------------------------------------------------------------------- |
| 1  | ブギーポップは笑わない                                  | 1998年2月25日  | 1998年2月10日  | 4-8402-0804-2     |                                                                        |
| 1  | ブギーポップは笑わない                                  | 2019年1月10日  | 2019年1月10日  | 978-4-04-912271-8 | 電撃の新文芸から発売。上記の電撃文庫版の新装版。                       |
| 2  | ブギーポップ・リターンズ VSイマジネーター PART 1        | 1998年8月25日  | 1998年8月10日  | 4-8402-0943-X     | 3巻との同時販売。                                                      |
| 2  | ブギーポップ・リターンズ VSイマジネーター PART 1        | 2019年1月10日  | 2019年1月10日  | 978-4-04-912272-5 | 電撃の新文芸から発売。上記の電撃文庫版の新装版。                       |
| 3  | ブギーポップ・リターンズ VSイマジネーター PART 2        | 1998年8月25日  | 1998年8月10日  | 4-8402-0944-8     |                                                                        |
| 3  | ブギーポップ・リターンズ VSイマジネーター PART 2        | 2019年1月10日  | 2019年1月10日  | 978-4-04-912273-2 | 電撃の新文芸から発売。上記の電撃文庫版の新装版。                       |
| 4  | ブギーポップ・イン・ザ・ミラー パンドラ                 | 1998年12月25日 | 1998年12月10日 | 4-8402-1035-7     |                                                                        |
| 5  | ブギーポップ・オーバードライブ 歪曲王                   | 1999年2月25日  | 1999年2月10日  | 4-8402-1088-8     |                                                                        |
| 5  | ブギーポップ・オーバードライブ 歪曲王                   | 2019年3月9日   | 2019年3月9日   | 978-4-04-912275-6 | 電撃の新文芸から発売。上記の電撃文庫版の新装版。4巻より先に発売。      |
| 6  | 夜明けのブギーポップ                                    | 1999年5月25日  | 1999年5月10日  | 4-8402-1197-3     |                                                                        |
| 6  | 夜明けのブギーポップ                                    | 2019年2月9日   | 2019年2月9日   | 978-4-04-912274-9 | 電撃の新文芸から発売。上記の電撃文庫版の新装版。4巻・5巻より先に発売。 |
| 7  | ブギーポップ・ミッシング ペパーミントの魔術師           | 1999年8月25日  | 1999年8月10日  | 4-8402-1250-3     |                                                                        |
| 8  | ブギーポップ・カウントダウン エンブリオ浸蝕             | 1999年12月25日 | 1999年12月10日 | 4-8402-1358-5     |                                                                        |
| 9  | ブギーポップ・ウィキッド エンブリオ炎生                 | 2000年2月25日  | 2000年2月10日  | 4-8402-1414-X     |                                                                        |
| 10 | ブギーポップ・パラドックス ハートレス・レッド           | 2001年2月25日  | 2001年2月10日  | 4-8402-1736-X     |                                                                        |
| 11 | ブギーポップ・アンバランス ホーリィ&ゴースト            | 2001年9月25日  | 2001年9月10日  | 4-8402-1896-X     |                                                                        |
| 12 | ブギーポップ・スタッカート ジンクス・ショップへようこそ | 2003年3月25日  | 2003年3月10日  | 4-8402-2293-2     |                                                                        |
| 13 | ブギーポップ・バウンディング ロスト・メビウス           | 2005年4月25日  | 2005年4月10日  | 4-8402-3018-8     |                                                                        |
| 14 | ブギーポップ・イントレランス オルフェの方舟             | 2006年4月25日  | 2006年4月10日  | 4-8402-3384-5     |                                                                        |
| 15 | ブギーポップ・クエスチョン 沈黙ピラミッド               | 2008年1月25日  | 2008年1月10日  | 978-4-8402-4141-0 |                                                                        |
| 16 | ブギーポップ・ダークリー 化け猫とめまいのスキャット     | 2009年12月10日 | 2009年12月10日 | 978-4-04-868197-1 |                                                                        |
| 17 | ブギーポップ・アンノウン 壊れかけのムーンライト         | 2011年1月10日  | 2011年1月10日  | 978-4-04-870122-8 |                                                                        |
| 18 | ブギーポップ・ウィズイン さびまみれのバビロン           | 2013年9月10日  | 2013年9月10日  | 978-4-04-891870-1 |                                                                        |
| 19 | ブギーポップ・チェンジリング 溶暗のデカダント・ブラック | 2014年11月8日  | 2014年11月8日  | 978-4-04-869047-8 |                                                                        |
| 20 | ブギーポップ・アンチテーゼ オルタナティヴ・エゴの乱逆   | 2016年3月10日  | 2016年3月10日  | 978-4-04-865831-7 |                                                                        |
| 21 | ブギーポップ・ダウトフル 不可抗力のラビット・ラン       | 2017年7月7日   | 2017年7月7日   | 978-4-04-893233-2 |                                                                        |
| 22 | ブギーポップ・ビューティフル パニックキュート帝王学     | 2018年4月10日  | 2018年4月10日  | 978-4-04-893800-6 |                                                                        |
| 23 | ブギーポップ・オールマイティ ディジーがリジーを想うとき | 2019年5月10日  | 2019年5月10日  | 978-4-04-912323-4 |                                                                        |
| 24 | ブギーポップは呪われる                                  |                | 2023年9月8日   | 978-4-04-915264-7 |                                                                        |
| 25 | ブギーポップ・パズルド 最強は堕落と矛盾を嘲笑う         |                | 2024年6月7日   | 978-4-04-915695-9 |                                                                        |
| 26 | ブギーポップ・ナイトメア 悪夢と踊るな子供たち           |                | 2025年7月10日  | 978-4-04-916405-3 |                                                                        |

| タイトル                   | 掲載号                                                                                  |
| -------------------------- | --------------------------------------------------------------------------------------- |
| メタル・グゥルー           | メディアワークス『電撃hp』3号                                                           |
| ロンドン・コーリング       | メディアワークス『電撃hp』4号                                                           |
| 死神を待ちながら           | メディアワークス『電撃hp』5号                                                           |
| チャリオット・チューグル   | メディアワークス『電撃hp』6号                                                           |
| ブギートーク・ポップライフ | CD『ニュルンベルクのマイスタージンガー第1幕への前奏曲ブギーポップ・ヴァージョン』に掲載 |

### 漫画
- 上遠野浩平（原作） / 緒方剛志（作画） 『ブギーポップは笑わない』 メディアワークス〈DC animation magazine wide〉、全2巻
オリジナル版
  1. 2001年2月10日発売[48]、ISBN 4-8402-1754-8
  2. 2002年12月10日発売[49]、ISBN 4-8402-2279-7

新装版[注 5]
  1. 上巻 2018年12月28日発売[50]、ISBN 978-4-04-912241-1
  2. 下巻 2018年12月28日発売[51]、ISBN 978-4-04-912242-8
- 上遠野浩平（原作） / 高野真之（作画） 『ブギーポップ・デュアル 負け犬たちのサーカス』 メディアワークス〈Dengeki comics〉、全2巻
  1. 2000年4月10日発売[52]、ISBN 4-8402-1526-X
  2. 2000年11月27日発売[53]、ISBN 4-8402-1705-X
- 上遠野浩平（原作） / カワバタヨシヒロ（作画） 『夜明けのブギーポップ』 KADOKAWA〈電撃コミックス〉、全2巻
  1. 2018年12月28日発売[54]、ISBN 978-4-04-912133-9
  2. 2019年5月25日発売[55]、ISBN 978-4-04-912551-1
- 上遠野浩平（原作） / 越水ナオキ（作画） 『ブギーポップは笑わない VSイマジネーター』 KADOKAWA〈電撃コミックス〉、全2巻
  1. 2018年12月28日発売[56]、ISBN 978-4-04-912236-7
  2. 2019年9月26日発売[57]、ISBN 978-4-04-912754-6

## テレビアニメ
1度目のテレビアニメが『ブギーポップは笑わない Boogiepop Phantom』のタイトルで2000年1月から3月まで放送された。
2度目のテレビアニメが『ブギーポップは笑わない』のタイトルで2019年1月から3月まで放送された。

## 実写映画
『ブギーポップは笑わない Boogiepop and Others』。2000年3月11日公開。第1作の映画化。
主演の吉野紗香がメディアワークス主宰のラジオ番組『電撃大賞』の第6期パーソナリティに起用された。

### キャスト（映画）
- 宮下藤花 / ブギーポップ - 吉野紗香[61]
- 霧間凪 - 黒須麻耶[61]
- 竹田啓司 - 川岡大次郎[61]
- 百合原美奈子 / マンティコア - 酒井彩名[61]
- 紙木城直子 - 三輪明日美[61]
- エコーズ - 寺脇康文[61]
- 末真和子 - 清水真実[61]
- 新刻敬 - 広橋佳以[61]
- 木村明雄 - 沢木哲[61]
- 早乙女正美 - 高野八誠[61]
- 田中志郎 - 笠原秀幸[61]
- 草津秋子 - 黒石えりか[61]
- 木下京子 - 馬場喬子[61]
- 斉藤理恵 - 皆川香澄[61]
- 渡辺実咲 - 安田良子[61]
- 坂本清 - 柴木丈瑠[61]
- 田所五郎 - 螢雪次朗[61]
- 麻美粧子 - 海野けい子[61]
- 和子の母 - 鹿取洋子[61]
- 光生 - 真日龍子[61]
- 中山春男 - 八木橋修[61]

上遠野浩平がエキストラ（階段で本を読む男性）として登場している。

### スタッフ（映画）
- 原作 - 上遠野浩平[62]
- 監督 - 金田龍[62]
- 助監督 - 隈田靖[61]
- 脚色 - 村井さだゆき[61]
- 美術 - 和田洋[62]
- 撮影 - 前田智[62]
- 編集 - 阿部嘉之[62]
- 照明 - 中元文孝[62]
- 衣裳 - 高杉真実[61]
- 音楽 - 梶浦由記[62]
- 企画 - 佐藤辰男[61]、大塚康高[61]、黒澤満[61]
- プロデューサー - 宮野洋美[61]、曾根康正[61]、加藤和夫[61]、服部紹男[61]
- 製作協力 - セントラルアーツ[62]
- 製作 - メディアワークス[62]、博報堂[62]、東映ビデオ[62]
- 配給 - 東映ビデオ[62]

### 主題歌（映画）
「夕立ち」
歌 - スガシカオ（アルバム『Sweet』収録）

### 関連書籍（実写映画）
- 『ブギーポップは笑わない Boogiepop and Others THE MOVIE 映画ファンブック』2000年4月5日初版発行（3月14日発売[63]）、ISBN 4-8402-1521-9
- 『緒方剛志画集 BOOGIEPOP AND OTHERS』2000年4月20日初版発行（3月30日発売[64]）、ISBN 4-8402-1422-0

## ゲーム
電撃学園RPG Cross of Venus
ニンテンドーDS用ゲームソフト。アスキー・メディアワークスより発売。本作からブギーポップが特別出演している。召喚カードとしても登場。
電撃文庫 FIGHTING CLIMAX
電撃文庫キャラクターが登場する対戦型格闘ゲームで、ブギーポップがサポートキャラクターとして登場する。

## 関連作品
上遠野作品は全ての作品がどこかでリンクし、繋がっている。以下に、ブギーポップシリーズと直接リンクしている作品を挙げる。
ビートのディシプリン
ブギーポップシリーズと同一の世界設定と作品内の年代を共有し、合成人間ピート・ビートを主人公として物語が進展する。上遠野の作品中でも本シリーズと最も関わりが深いシリーズの一つ。
わたしは虚無を月に聴く（ナイトウォッチ三部作）
ナイトウォッチ三部作の2作目。ブギーポップシリーズの遥か未来の物語。本シリーズの水乃星透子が重要な役割で登場する。
しずるさんシリーズ
ブギーポップシリーズと同一世界の物語。しずるさんの入院している病院は『ホーリィ&ゴースト』に登場するスリム・シェイプが入院している病院と同一。
ソウルドロップシリーズ
ブギーポップシリーズと同一世界の物語。本シリーズやしずるさんシリーズに登場したキャラクターや用語が多数登場している。『ホーリィ&ゴースト』に登場する病院も作中に登場。
戦地調停士シリーズ
ブギーポップ世界から様々な物（霧間誠一の著書など）が漂着しており、それを研究する界面干渉学という学問がある。魔法の発動原理がブギーポップシリーズの水乃星透子の扱う"死"と同じ原理。
ギニョールアイの城/ドラゴンフライの空
講談社の雑誌『メフィスト』に掲載された戦地調停士シリーズの外伝。『ホーリィ&ゴースト』に登場する<リセット>雨宮世津子は『ギニョールアイの城』が初登場。現在はAmazon.comで電子書籍として販売され、他の『メフィスト』・『ファウスト』掲載短編と共に『彼方に竜がいるならば』（2016年2月　講談社ノベルス）に収録された。
酸素は鏡に映らない
ブギーポップシリーズと同一世界の物語。組織や登場人物など、随所でブギーポップシリーズとのリンクが見られる。
ヴァルプルギスの後悔
霧間凪を中心とした物語。炎の魔女ヴァルプルギスと氷の魔女アルケスティス、二人の魔女の戦いが中核となる。『ビートのディシプリン』と同様、本シリーズとの関連性が最も深いシリーズの一つ。他にも『ホーリィ&ゴースト』に登場する病院、ソウルドロップシリーズの釘斗博士、戦地調停士シリーズの世界に存在する呪詛という概念が登場するなど特にクロスオーバーが濃い作品である。
戦車のような彼女たち
統和機構の合成人間たちが登場する物語で、戦地調停士シリーズとも関係している。ソウルドロップシリーズの釘斗博士も登場する。
螺旋のエンペロイダー
統和機構に確保されたMPLSが通うNPスクールでの、「エンペロイダー」をめぐる物語。『冥王と獣のダンス』の枢機王も登場する。